# Glyptotendipes melanostolus
Glyptotendipes melanostolus är en tvåvingeart som först beskrevs av Jean-Jacques Kieffer 1911.  Glyptotendipes melanostolus ingår i släktet Glyptotendipes och familjen fjädermyggor. Inga underarter finns listade i Catalogue of Life.